# Susan Pratt
Susan Pratt (* 29. April 1956 in Gainesville, Florida) ist eine US-amerikanische Schauspielerin.

## Biografie
Nach ihrem Studium am American Academy of the Dramatics Arts, ging sie nach Kalifornien und begann dort ihre Karriere. Sie bekam 1976 eine kleine Rolle in der Serie Shazam!. Darauf folgte eine Gastrolle in Die Straßen von San Francisco. 1978 stieg sie in der Soap General Hospital ein, wo sie die Rolle der Anne Logan bis 1982 spielte. In der Springfield Story war sie von 1983 bis 1986 und von 2000 bis 2002 als Dr. Claire Ramsey zu sehen. Von 1987 bis 1991 war sie in All My Children zu sehen, wo sie seitdem immer wieder Gastauftritte hat, zuletzt 2007. Susan Pratt lebt mit ihrem Mann Alfredo Pecora und ihren drei Kindern in Westchester County, New York.

## Filmografie
- 1976: Shazam! (Fernsehserie, eine Folge)
- 1976: Die Straßen von San Francisco (The Streets of San Francisco, Fernsehserie, eine Folge)
- 1976: Welcome Back, Kotter (Fernsehserie, eine Folge)
- 1977: The Death of Richie (Fernsehfilm)
- 1977: Baretta (Fernsehserie, eine Folge)
- 1977: A Circle of Children (Fernsehfilm)
- 1977: The Hardy Boys/Nancy Drew Mysteries (Fernsehserie, eine Folge)
- 1977: Carter Country (Fernsehserie, eine Folge)
- 1977: Rafferty (Fernsehserie, eine Folge)
- 1978: Tarzan and the Super 7 (Fernsehserie)
- 1978: Jason of Star Command (Fernsehserie, 16 Folgen)
- 1979: Spree – Rocker der Wüste (Survival Run)
- 1981: General Hospital (Fernsehserie, zwei Folgen)
- 1983–2002: Springfield Story (The Guiding Light, Fernsehserie, sechs Folgen)
- 1985: Zurück zur Natur (When Nature Calls)
- 1987–2007: All My Children (Fernsehserie, 28 Folgen)
- 1991: Maximum Breakout
- 1994: Loving (Fernsehserie)
- 1994: The Cosby Mysteries (Fernsehserie, eine Folge)
- 1996: Davor und danach (Before and After)
- 1997: Private Parts
- 1999: Jung und Leidenschaftlich – Wie das Leben so spielt (As the World Turns, Fernsehserie)